# Liste der Abgeordneten zum Landtag von Niederösterreich (XVIII. Gesetzgebungsperiode)
- ÖVP: 30
- SPÖ: 13
- FRANK: 5
- FPÖ: 4
- GRÜNE: 4

Diese Liste der Abgeordneten zum Landtag von Niederösterreich (XVIII. Gesetzgebungsperiode) listet alle Abgeordneten zum Landtag von Niederösterreich in der XVIII. Legislaturperiode (2013–2018) auf.

## Geschichte
Seit der Landtagswahl am 3. März 2013 entfallen von den 56 Mandaten 30 auf die Österreichische Volkspartei (ÖVP), die damit ein Mandat verlor, jedoch die absolute Mehrheit halten konnte. Die Sozialdemokratische Partei Österreichs konnte 13 Mandate auf sich vereinigen, wobei sie gegenüber der Landtagswahl 2008 zwei Mandate verlor und ihr bisher schlechtestes Ergebnis einfuhr. Die Freiheitliche Partei Österreichs (FPÖ) verlor ein Mandat und stellt vier Abgeordnete im Landtag, ebenso Die Grünen – Die Grüne Alternative (GRÜNE), die ihren Mandatsstand halten konnten. Das Team Stronach (FRANK) stellt im Landtag fünf Abgeordnete, wobei es 2013 erstmals zur Wahl antrat.
Die konstituierende Sitzung des Niederösterreichischen Landtags fand am 24. April 2013 statt. In dieser Sitzung wurden nach der Angelobung der Landtagsabgeordneten die Mitglieder der Niederösterreichischen Landesregierung Pröll VI gewählt.

## Funktionen

### Landtagspräsidenten
- In der konstituierenden Landtagssitzung wurde der seit 2008 amtierende Landtagspräsident Johann Penz (ÖVP) einstimmig wiedergewählt.
- Wie Penz wurde auch der seit 2011 im Amt befindliche zweite Landtagspräsident Johann Heuras (ÖVP) einstimmig wiedergewählt.
- Als einziger neu ins Amt gewählt wurde Franz Gartner (SPÖ), der als dritter Landtagspräsident 55 der 56 Stimmen der Landtagsabgeordneten erhielt.[1]

### Klubobleute
- Innerhalb des „Landtagsklubs der Volkspartei Niederösterreich“ übernahm Klaus Schneeberger die Funktion des Klubobmanns, wobei er diese Funktion bereits in den vorangegangenen Gesetzgebungsperiode ausgeübt hatte.
- Alfredo Rosenmaier, zuvor dritter Landtagspräsident, übernahm zu Beginn der Gesetzgebungsperiode das Amt des Klubobmanns des „Klubs der Sozialdemokratischen Landtagsabgeordneten Niederösterreichs“ von Günther Leichtfried, der nicht mehr Mitglied des Landtags wurde.
- Die Abgeordneten der FPÖ bildeten nach der Wahl den „Freiheitlichen Klub im NÖ Landtag“, wobei Gottfried Waldhäusl erneut zum Klubobmann gewählt wurde.
- Dem „Grünen Klub im Niederösterreichischen Landtag“ steht wie bereits zuvor Madeleine Petrovic vor.
- Klubobmann des Team Stronach wurde Walter Laki. Laki wurde jedoch bereits am 19. Juni 2013 durch Ernest Gabmann junior als Klubobmann ersetzt.[2]

### Bundesräte
Vom Landtag in den Bundesrat wurden von der ÖVP sieben Personen, nämlich Sonja Zwazl, Martin Preineder, Bernhard Ebner, Andreas Pum, Gerhard Schödinger, Eduard Köck und Angela Stöckl entsandt. Die SPÖ stellt mit Adelheid Ebner, René Pfister und Ingrid Winkler drei Bundesräte, FPÖ und FRANK mit Christian Hafenecker und Gerald Zelina je einen.

### Landtagsabgeordnete
Die Tabelle enthält im Einzelnen folgende Informationen:
| Name:      | Nach- und Vorname des Landtagsabgeordneten                                                                                        |
| Fraktion:  | Klubzugehörigkeit des Abgeordneten (offizielles Parteikürzel)                                                                     |
| Wahlkreis: | Heimatwahlkreis des Politikers (laut Angabe des Landtags)                                                                         |
| Anmerkung: | Hinweise, falls Abgeordneter während der Gesetzgebungsperiode ausschied oder neu angelobt wurde sowie allfällige Fraktionswechsel |

| Name                           | Bild | Fraktion | Fraktion | Wahlkreis       | Anmerkung |
| ------------------------------ | ---- | -------- | -------- | --------------- | --- |
| Bader Karl                     |      |          | ÖVP      | Lilienfeld      | in der konstituierenden Sitzung als Ersatz für ein Mitglied der Landesregierung angelobt                                                      |
| Balber Josef                   |      |          | ÖVP      | Baden           | in der konstituierenden Sitzung als Ersatz für ein Mitglied der Landesregierung angelobt                                                      |
| Bohuslav Petra                 |      |          | ÖVP      |                 | Mandatsverzicht in der konstituierenden Sitzung am 24. Juni 2013 nach der Wahl in die Landesregierung                                         |
| Dworak Rupert                  |      |          | SPÖ      | Neunkirchen     | |
| Ebner Bernhard                 |      |          | ÖVP      |                 | seit 22. Oktober 2015, Nachfolger von Johann Heuras                                                                                           |
| Edlinger Josef                 |      |          | ÖVP      | Krems           | |
| Eigner Willibald               |      |          | ÖVP      | Wien-Umgebung   | in der konstituierenden Sitzung als Ersatz für ein Mitglied der Landesregierung angelobt bis 16. November 2016, Nachfolger Christoph Kaufmann |
| Enzinger Amrita                |      |          | GRÜNE    | Gänserndorf     | |
| Erber Anton                    |      |          | ÖVP      | Scheibbs        | |
| Gabmann Ernest                 |      |          | FRANK    | Gmünd           | |
| Gartner Franz                  |      |          | SPÖ      | Baden           | |
| Gruber Renate                  |      |          | SPÖ      | Scheibbs        | in der konstituierenden Sitzung als Ersatz für ein Mitglied der Landesregierung angelobt                                                      |
| Göll Margit                    |      |          | ÖVP      |                 | seit 28. Jänner 2016, Nachfolgerin von Johann Hofbauer                                                                                        |
| Hackl Kurt                     |      |          | ÖVP      | Mistelbach      | |
| Hahn Doris                     |      |          | SPÖ      | Tulln           | seit 21. Mai 2015, Nachfolgerin von Günter Kraft                                                                                              |
| Haller Hermann                 |      |          | ÖVP      | Korneuburg      | |
| Hauer Hermann                  |      |          | ÖVP      | Neunkirchen     | |
| Heuras Johann                  |      |          | ÖVP      | Amstetten       | bis 21. Oktober 2015, Nachfolger Bernhard Ebner                                                                                               |
| Hinterholzer Michaela          |      |          | ÖVP      | Amstetten       | |
| Hintner Hans Stefan            |      |          | ÖVP      | Mödling         | |
| Hofbauer Johann                |      |          | ÖVP      | Gmünd           | in der konstituierenden Sitzung als Ersatz für ein Mitglied der Landesregierung angelobt bis 27. Jänner 2016, Nachfolgerin Margit Göll        |
| Hogl Richard                   |      |          | ÖVP      | Hollabrunn      | |
| Huber Martin                   |      |          | FPÖ      | Melk            | |
| Kainz Christoph                |      |          | ÖVP      | Baden           | |
| Karner Gerhard                 |      |          | ÖVP      | Melk            | |
| Kasser Anton                   |      |          | ÖVP      | Amstetten       | |
| Kaufmann Christoph             |      |          | ÖVP      |                 | seit 17. November 2016, Nachfolger von Willibald Eigner                                                                                       |
| Kaufmann-Bruckberger Elisabeth |      |          | FRANK    |                 | Mandatsverzicht in der konstituierenden Sitzung am 24. Juni 2013 nach der Wahl in die Landesregierung                                         |
| Königsberger Erich             |      |          | FPÖ      | St. Pölten      | |
| Kraft Günter                   |      |          | SPÖ      | Tulln           | bis 21. Mai 2015, Nachfolgerin Doris Hahn |
| Krismer-Huber Helga            |      |          | GRÜNE    | Baden           | |
| Laki Walter                    |      |          | FRANK    | Mödling         | |
| Landbauer Udo                  |      |          | FPÖ      |                 | seit 7. November 2013, Nachfolger von Barbara Rosenkranz                                                                                      |
| Lobner René                    |      |          | ÖVP      | Gänserndorf     | |
| Machacek Herbert               |      |          | FRANK    | Mödling         | |
| Maier Jürgen                   |      |          | ÖVP      | Horn            | in der konstituierenden Sitzung als Ersatz für ein Mitglied der Landesregierung angelobt                                                      |
| Mandl Lukas                    |      |          | ÖVP      | Wien-Umgebung   | Wechsel ins EU-Parlament mit 30. November 2017, Nachfolger Gerhard Schödinger                                                                 |
| Michalitsch Martin             |      |          | ÖVP      | St. Pölten      | |
| Mold Franz                     |      |          | ÖVP      | Zwettl          | |
| Moser Karl                     |      |          | ÖVP      | Melk            | |
| Naderer Walter                 |      |          | FRANK    | Hollabrunn      | in der konstituierenden Sitzung als Ersatz für ein Mitglied der Landesregierung angelobt                                                      |
| Onodi Heidemaria               |      |          | SPÖ      | St. Pölten      | |
| Penz Hans                      |      |          | ÖVP      | Krems           | |
| Pernkopf Stephan               |      |          | ÖVP      |                 | Mandatsverzicht in der konstituierenden Sitzung am 24. Juni 2013 nach der Wahl in die Landesregierung                                         |
| Petrovic Madeleine             |      |          | GRÜNE    | Neunkirchen     | |
| Pröll Erwin                    |      |          | ÖVP      |                 | Mandatsverzicht in der konstituierenden Sitzung am 24. Juni 2013 nach der Wahl in die Landesregierung                                         |
| Rausch Bettina                 |      |          | ÖVP      | Scheibbs        | in der konstituierenden Sitzung als Ersatz für ein Mitglied der Landesregierung angelobt                                                      |
| Razborcan Gerhard              |      |          | SPÖ      | Wien-Umgebung   | |
| Renner Karin                   |      |          | SPÖ      |                 | Mandatsverzicht in der konstituierenden Sitzung am 24. Juni 2013 nach der Wahl in die Landesregierung                                         |
| Rennhofer Franz                |      |          | ÖVP      | Wiener Neustadt | |
| Riedl Alfred                   |      |          | ÖVP      | Tulln           | |
| Rosenkranz Barbara             |      |          | FPÖ      | Korneuburg      | bis 29. Oktober 2013, Nachfolger Udo Landbauer                                                                                                |
| Rosenmaier Alfredo             |      |          | SPÖ      | Wiener Neustadt | |
| Schagerl Helmut                |      |          | SPÖ      | Amstetten       | |
| Scheele Karin                  |      |          | SPÖ      | Baden           | |
| Schmidl Doris                  |      |          | ÖVP      | St. Pölten      | |
| Schneeberger Klaus             |      |          | ÖVP      | Wiener Neustadt | |
| Schödinger Gerhard             |      |          | ÖVP      | Wien-Umgebung   | seit 14. Dezember 2017, Nachfolger von Lukas Mandl                                                                                            |
| Schulz Manfred                 |      |          | ÖVP      | Mistelbach      | |
| Schuster Martin                |      |          | ÖVP      | Mödling         | |
| Schwarz Barbara                |      |          | ÖVP      |                 | Mandatsverzicht in der konstituierenden Sitzung am 24. Juni 2013 nach der Wahl in die Landesregierung                                         |
| Sidl Günther                   |      |          | SPÖ      | Melk            | |
| Sobotka Wolfgang               |      |          | ÖVP      |                 | Mandatsverzicht in der konstituierenden Sitzung am 24. Juni 2013 nach der Wahl in die Landesregierung                                         |
| Thumpser Herbert               |      |          | SPÖ      | Lilienfeld      | |
| Tröls-Holzweber Ilona          |      |          | SPÖ      | St. Pölten      | |
| Vladyka Christa                |      |          | SPÖ      | Bruck/Leitha    | |
| Von Gimborn, Gabriele          |      |          | FRANK    | Baden           | |
| Waldhäusl Gottfried            |      |          | FPÖ      | Waidhofen/Thaya | |
| Weiderbauer Emmerich           |      |          | GRÜNE    | Melk            | |
| Wilfing Karl                   |      |          | ÖVP      |                 | Mandatsverzicht in der konstituierenden Sitzung am 24. Juni 2013 nach der Wahl in die Landesregierung                                         |